# STS-51-J
STS-51-J (englisch Space Transportation System) ist eine Missionsbezeichnung für das US-amerikanische Space Shuttle Atlantis (OV-104) der NASA. Der Start erfolgte am 3. Oktober 1985. Es war die 21. Space-Shuttle-Mission und der Jungfernflug der Raumfähre Atlantis.

## Mannschaft

### Hauptmannschaft
- Karol Bobko (3. Raumflug), Kommandant
- Ronald Grabe (1. Raumflug), Pilot
- David Hilmers (1. Raumflug), Missionsspezialist
- Robert Stewart (2. Raumflug), Missionsspezialist
- William Pailes (1. Raumflug), MSE, Nutzlastspezialist, United States Air Force

### Ersatz
- Michael Booen (MSE) für Pailes

Pailes und Booen gehörten nicht der NASA an, sondern wurden von der US-Luftwaffe als militärische Nutzlastspezialisten als Manned Spaceflight Engineers (MSE) (etwa: Weltraumflugingenieure) für diesen Flug ausgewählt.

## Missionsüberblick

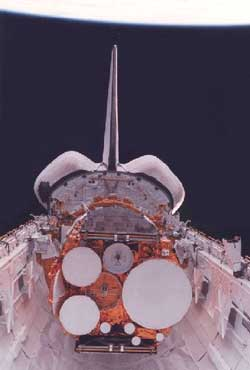
DSCS-III-Satelliten in der Nutzlastbucht der Raumfähre Atlantis

Der Start erfolgte mit einer Verspätung von 22 Minuten und 30 Sekunden wegen einer fehlerhaften Anzeige an einer Ventilsteuerung im Bereich der Haupttriebwerke.  Der Erstflug der Raumfähre Atlantis war zugleich der zweite Shuttle-Flug für das US-Verteidigungsministerium. Aufgabe der Mission war das Aussetzen zweier militärischer DSCS III-Kommunikationssatelliten. Diese wurden mittels einer IUS-Raketenstufe in eine geostationäre Umlaufbahn gebracht.
Die Landung erfolgte planmäßig auf der Edwards AFB in Kalifornien. Die Atlantis wurde vier Tage später mit einer umgebauten Boeing 747 nach Cape Canaveral, Florida zurücktransportiert.

## Medien
Start und Flug dieser Mission innerhalb der Erdatmosphäre  wurden für den Film "Spacecamp" verwendet; die Landung wurde von einer anderen Mission "gespielt".